# Paul Berman
Paul Lawrence Berman (nacido en 1949) es un ensayista y periodista estadounidense.
Identificado con la izquierda liberal, es autor de títulos como A Tale of Two Utopias. The Political Journey of the Generation of 1968 (1996), Terror and Liberalism (2003), Power and the Idealists: Or, the Passion of Joschka Fischer and its Aftermath (2005) o The Flight of the Intellectuals (2010). Calificado como «halcón liberal», fue uno de los intelectuales defensores en la izquierda estadounidense de la intervención en Irak.
Ha publicado artículos de análisis político en The New Yorker, The New Republic y The New York Times.